# Fotbollskanalen Europa
Fotbollskanalen Europa var ett svenskt studioprogram om de stora europeiska fotbollsligorna, om de svenskar som spelade i dessa ligor, ett inslag som kallades "svenskkollen" samt om Sveriges herrlandslag i fotboll när det var aktuellt. Programmet sändes på söndagar i TV4 och leddes av Patrick Ekwall. I studion satt också Johanna Garå, Jesper Hussfelt och Olof Lundh, som gav det senaste från Premier League. Redaktör var Olle Lindberg och fotbollschef var Andreas Odén. 2010 förlorade Fotbollskanalen Europa rättigheterna till att visa bilder från Premier League och i augusti 2015 meddelade TV4 att programmet skulle läggas läggas ned.